# キャスリーン・ターナー
キャスリーン・ターナー（Kathleen Turner, 本名：Mary Kathleen Turner, 1954年6月19日 - ）は、アメリカ合衆国の女優。

## 来歴
ミズーリ州スプリングフィールド出身。父親は国務省の職員で、世界各地で幼少時代を過ごした。
ミズーリ州立大学で2年間を過ごした後、メリーランド州ボルチモアにあるメリーランド大学ボルチモアカウンティ校（UMBC）を卒業する。1981年の『白いドレスの女』で映画デビューして以降、美人女優として様々な作品に出演。1984年の『ロマンシング・ストーン 秘宝の谷』と1985年の『女と男の名誉』では、2年連続でゴールデングローブ賞ミュージカル・コメディ部門主演女優賞を受賞した。
1994年に公開されたジョン・ウォーターズ監督の『シリアル・ママ』では「連続殺人鬼の主婦」を演じ、それまでのイメージを一新させた。テレビドラマ『フレンズ』ではマシュー・ペリー演じるチャンドラーの「ゲイの父親」役を演じている。
また、舞台版『熱いトタン屋根の猫』や『卒業』にも出演するなど、ブロードウェイやイースト・エンドでも活躍している。
2008年には自伝を発表して話題となった。

## 主な出演作品

### 映画
| 公開年 | 邦題 原題                                                      | 役名                           | 備考                                                              |
| ------ | -------------------------------------------------------------- | ------------------------------ | ----------------------------------------------------------------- |
| 1981   | 白いドレスの女 Body Heat                                       | マティ・ウォーカー             |                                                                   |
| 1983   | 2つの頭脳を持つ男 The Man with Two Brains                      | ドロレス・ベネディクト         |                                                                   |
| 1984   | ロマンシング・ストーン 秘宝の谷 Romancing the Stone            | ジョーン・ワイルダー           | ゴールデングローブ賞 主演女優賞 (ミュージカル・コメディ部門) 受賞 |
| 1984   | 孤高の戦士 A Breed Apart                                       | ステラ・クレイトン             |                                                                   |
| 1984   | クライム・オブ・パッション Crimes of Passion                   | ジョアンナ・クレーン           |                                                                   |
| 1985   | 女と男の名誉 Prizzi's Honor                                    | アイリーン・ウォーカー         | ゴールデングローブ賞 主演女優賞 (ミュージカル・コメディ部門) 受賞 |
| 1985   | ナイルの宝石 The Jewel of the Nile                             | ジョーン                       |                                                                   |
| 1986   | ペギー・スーの結婚 Peggy Sue Got Married                       | ペギー・スー                   | アカデミー主演女優賞 ノミネート                                   |
| 1987   | ジュリア ジュリア Giulia e Giulia                              | ジュリア                       |                                                                   |
| 1988   | スイッチング・チャンネル Switching Channels                    | クリスティ                     |                                                                   |
| 1988   | ロジャー・ラビット Who Framed Roger Rabbit                     | ジェシカ・ラビット             | 声の出演                                                          |
| 1988   | 偶然の旅行者 The Accidental Tourist                            | サラ                           |                                                                   |
| 1989   | ローズ家の戦争 The War of the Roses                            | バーバラ・ローズ               |                                                                   |
| 1991   | 私がウォシャウスキー V.I. Warshawski                           | ヴィクトリア・ウォシャウスキー |                                                                   |
| 1993   | 心の扉 House of Cards                                          | ルース・マシューズ             |                                                                   |
| 1993   | アンダーカバー・ブルース/子連れスパイ危機一発 Undercover Blues | ジェーン・ブルー               |                                                                   |
| 1994   | シリアル・ママ Serial Mom                                      | ベヴァリー                     |                                                                   |
| 1995   | ムーンライト&ヴァレンチノ Moonlight and Valentino              | アルバータ・ラッセル           |                                                                   |
| 1997   | シンプル・ウィッシュ A Simple Wish                             | クラウディア                   |                                                                   |
| 1997   | リアル・ブロンド The Real Blonde                               | ディー・ディー・テイラー       |                                                                   |
| 1998   | スキャンダル Legalese                                          | ブレンダ                       | テレビ映画                                                        |
| 1999   | ベイビー・トーキング Baby Geniuses                             | エレナ                         |                                                                   |
| 1999   | ヴァージン・スーサイズ The Virgin Suicides                     | リズボン夫人                   |                                                                   |
| 2000   | ジェーン・バーキン in シンデレラ Cinderella                    | クローデット                   | テレビ映画                                                        |
| 2000   | ビューティフル Beautiful                                       | ヴァーナ・チクルス             |                                                                   |
| 2006   | モンスター・ハウス Monster House                               | コンスタンス                   | 声の出演                                                          |
| 2008   | マーリー 世界一おバカな犬が教えてくれたこと Marley & Me        | ミス・コーンブラッド           |                                                                   |
| 2013   | マッド・ナース Nurse 3-D                                       | ベティ・ワトソン看護婦長       |                                                                   |
| 2014   | 帰ってきたMr.ダマー バカMAX! Dumb and Dumber To                | フレイダ・フェルチャー         |                                                                   |
| 2017   | ワケあり家族のハッピー!?ウェディング Another Kind of Wedding   | バーバラ                       |                                                                   |

### テレビシリーズ
| 放映年 | 邦題 原題                                                        | 役名                                      | 備考                                         |
| ------ | ---------------------------------------------------------------- | ----------------------------------------- | -------------------------------------------- |
| 1994   | ザ・シンプソンズ The Simpsons                                    | ステイシー・ラベル                        | エピソード『Lisa vs. Malibu Stacy』 声の出演 |
| 2001   | フレンズ Friends                                                 | チャールズ・ビング/ヘレナ・ハンドバケット | 3エピソード                                  |
| 2006   | ロー&オーダー Law & Order                                        | レベッカ・シェーン                        | エピソード『Magnet』                         |
| 2006   | NIP/TUCK マイアミ整形外科医 Nip/Tuck                             | シンディ                                  | エピソード『Cindy Plumb』                    |
| 2009   | カリフォルニケーション Californication                           | スー・コリーニ                            | 9エピソード                                  |
| 2019   | ミッシング・スリー: アルカディア物語 3Below: Tales of Arcadia    | グウェンドリン                            | エピソード『グウェンに首ったけ』 声の出演    |
| 2019   | コミンスキー・メソッド The Kominsky Method                       | ルース                                    | エピソード『焼けぼっくいに…』                |
| 2019   | リック・アンド・モーティ Rick and Morty                          | 女王                                      | エピソード『老人と便器』 声の出演            |
| 2019   | ドリー・パートンのハートフル・ソング Dolly Parton's Heartstrings | メアリー・ショー                          | エピソード『オールド・ボーンズ』             |

## 参照
1. ↑  “Kathleen Turner Biography”.   Filmreference.com. 2010年12月25日閲覧。
2. ↑  “業界人震撼！ニコラス・ケイジなど元共演者の悪口がてんこもりのキャスリーン・ターナーの自伝”. シネマトゥデイ. (2008年1月29日) 2012年12月1日閲覧。